# Záporožští kozáci píší dopis tureckému sultánovi
Záporožští kozáci píší dopis tureckému sultánovi (rusky Запорожцы пишут письмо турецкому султану) je název historického obrazu ruského malíře Ilji Repina.

## Námět díla
Obraz, v zemi svého vzniku známý také pod jednoduchým názvem Záporožci (Запорожцы), se námětově váže k období expanze Osmanské říše ve druhé polovině 17. století. Obraz zachycuje legendární událost kladenou do roku 1676, kdy kozáci výzvu tureckého sultána Mehmeda IV. k podrobení se rázně odmítli neuctivým dopisem plným nevybíravých urážek, známým jako Odpověď záporožských kozáků.
Repin zachytil na plátně vrcholný okamžik události, kdy kozáci pod vedením svého atamana Ivana Sirka (vousatý muž v kozácké čepici uprostřed skupiny nad písařem) společně vymýšlejí dopis tureckému vládci.

## Okolnosti vzniku obrazu
I když originál údajného dopisu kozáků se nezachoval, v sedmdesátých letech 19. století se objevila kopie, která se dostala do rukou ukrajinskému historikovi Dmytru Javornyckému. Ten s ní seznámil své přátele, mezi jinými i Repina. Umělce dopis zaujal natolik, že se rozhodl námět přenést na plátno.
Od roku 1880 se datuje Repinova práce na první verzi díla, na kterém mu jako modely jednotlivých postav posloužily mnohé známé osobnosti, např. písař listu je zmíněný historik Javornyckyj, který později obraz koupil. 
V roce 1891 umělec dokončil práce na hlavní verzi obrazu. Téměř vzápětí se obraz objevil na několika domácích i zahraničních uměleckých výstavách, kde sklidil obrovský úspěch. V následujícím roce ho koupil car Alexandr III. Až do roku 1917 byl v carské sbírce, odkud se po konfiskaci uměleckých děl po Říjnové revoluci dostal do sbírek Ruského muzea.
Než Repin dokončil práce na hlavní verzi Záporožců, v roce 1889 začal malovat druhou verzi, kterou však nedokončil. Tato verze je dnes umístěna v Charkovském uměleckém muzeu.